# Campionato europeo dei piccoli stati femminile di pallavolo 2017
Il campionato europeo dei piccoli stati femminile di pallavolo 2017 si è svolto dal 23 al 25 giugno 2017 a Lussemburgo, in Lussemburgo: al torneo hanno partecipato cinque squadre nazionali europee di stati con meno di un milione di abitanti e la vittoria finale è andata per la seconda volta all'Islanda.

## Qualificazioni
Al torneo hanno partecipato: la nazionale del paese ospitante e quattro nazionali provenienti dai gironi di qualificazione.

## Impianti
|                                                                     |  |  |
|                                                                     |  |  |
| Gymnase Coque Città: Lussemburgo Capienza: 3 800 Anno d'apertura: - |  |  |

## Regolamento

### Formula
Le squadre hanno disputato un'unica fase con formula del girone all'italiana.

### Criteri di classifica
Se il risultato finale è stato di 3-0 o 3-1 sono stati assegnati 3 punti alla squadra vincente e 0 a quella sconfitta, se il risultato finale è stato di 3-2 sono stati assegnati 2 punti alla squadra vincente e 1 a quella sconfitta.
L'ordine del posizionamento in classifica è stato definito in base a:
- Numero di partite vinte;
- Punti;
- Ratio dei set vinti/persi;
- Ratio dei punti realizzati/subiti;
- Risultati degli scontri diretti.

## Squadre partecipanti
| Squadra     | Qualificazione                            | Ultima partecipazione |
| ----------- | ----------------------------------------- | --------------------- |
| Cipro       | 1ª al torneo di qualificazione (girone A) | Liechtenstein 2015    |
| Fær Øer     | 2ª al torneo di qualificazione (girone A) | Liechtenstein 2015    |
| Islanda     | Paese organizzatore                       | Andorra 2011          |
| Lussemburgo | 3ª al torneo di qualificazione (girone B) | Liechtenstein 2015    |
| Scozia      | 2ª al torneo di qualificazione (girone B) | Liechtenstein 2015    |

## Torneo

### Risultati
| 23 giugno 2017 Gymnase Coque, Lussemburgo Durata: 1h:20 - Spettatori: 30  | Cipro       | 3 - 0 | Fær Øer     | 25-12, 25-17, 26-24        |
| 23 giugno 2017 Gymnase Coque, Lussemburgo Durata: 1h:54 - Spettatori: 30  | Scozia      | 3 - 1 | Islanda     | 25-21, 25-19, 20-25, 25-22 |
| 23 giugno 2017 Gymnase Coque, Lussemburgo Durata: 1h:55 - Spettatori: 240 | Lussemburgo | 3 - 1 | Cipro       | 25-23, 25-21, 21-25, 25-20 |
| 24 giugno 2017 Gymnase Coque, Lussemburgo Durata: 1h:25 - Spettatori: 500 | Scozia      | 0 - 3 | Lussemburgo | 20-25, 16-25, 17-25        |
| 24 giugno 2017 Gymnase Coque, Lussemburgo Durata: 1h:14 - Spettatori: 40  | Islanda     | 3 - 0 | Fær Øer     | 25-17, 25-11, 25-18        |
| 24 giugno 2017 Gymnase Coque, Lussemburgo Durata: 1h:39 - Spettatori: 30  | Cipro       | 3 - 1 | Scozia      | 25-18, 21-25, 25-14, 25-16 |
| 24 giugno 2017 Gymnase Coque, Lussemburgo Durata: 1h:23 - Spettatori: 170 | Lussemburgo | 0 - 3 | Islanda     | 13-25, 26-28, 19-25        |
| 25 giugno 2017 Gymnase Coque, Lussemburgo Durata: 1h:50 - Spettatori: 40  | Fær Øer     | 1 - 3 | Scozia      | 25-19, 23-25, 13-25, 15-25 |
| 25 giugno 2017 Gymnase Coque, Lussemburgo Durata: 1h:43 - Spettatori: 40  | Islanda     | 3 - 1 | Cipro       | 25-20, 15-25, 25-19, 25-21 |
| 25 giugno 2017 Gymnase Coque, Lussemburgo Durata: 1h:13 - Spettatori: 165 | Fær Øer     | 0 - 3 | Lussemburgo | 17-25, 24-26, 9-25         |

### Classifica
| Pos | Squadra     | Pt | G | V | P | SV | SP | Ratio | PF  | PS  | Ratio |
| --- | ----------- | -- | - | - | - | -- | -- | ----- | --- | --- | ----- |
| 1   | Islanda     | 9  | 4 | 3 | 1 | 10 | 4  | 2.500 | 330 | 284 | 1.162 |
| 2   | Lussemburgo | 9  | 4 | 3 | 1 | 9  | 4  | 2.250 | 305 | 270 | 1.129 |
| 3   | Cipro       | 6  | 4 | 2 | 2 | 8  | 7  | 1.142 | 346 | 312 | 1.109 |
| 4   | Scozia      | 6  | 4 | 2 | 2 | 7  | 8  | 0.875 | 315 | 334 | 0.943 |
| 5   | Fær Øer     | 0  | 4 | 0 | 4 | 1  | 12 | 0.083 | 225 | 321 | 0.700 |

## Podio

### Campione
Formazione: 1 Hanna María Friðriksdóttir, 2 Jóna Vigfúsdóttir, 3 Hjördís Eiríksdóttir, 4 Fjóla Svavarsdóttir, 5 Rósa Ægisdóttir, 6 Karen Gunnarsdóttir, 8 Birta Björnsdóttir, 9 Elisabet Einarsdóttir, 10 Fríða Sigurðardóttir, 12 Matthildur Einarsdóttir, 13 Steinunn Björgolfsdottir, 15 Thelma Grétarsdóttir, 16 María Karlsdóttir, 17 Berglind Jónsdóttir, CT: Daniele Capriotti

### Secondo posto
Formazione: 3 Betty Hoffmann, 5 Nathalie Braas, 6 Isabelle Fraisch, 7 Annalena Mach, 8 Lara Ernster, 9 Anne-Cathérine Bollendorff, 10 Corinne Steinbach, 11 Yana Feller, 14 Maryse Welsch, 18 Marlène da Costa, 19 Carla Frank, 20 Julie Teso, CT: Detlev Schönberg

### Terzo posto
Formazione: 1 Aspasia Hadjichristodoulou, 3 Katerina Lamprou, 4 Christiana David, 5 Eleni Kakouri, 7 Stella Ioannou, 9 Andrea Charalambous, 10 Vasiliki Chatzikostanta, 11 Elena Mosfilioti, 12 Antria Zakchaiou, 13 Andri Iordanou, 15 Rania Stylianou, 17 Georgia Stavrinides, 18 Erika Zembyla, CT: Petros Patsias

## Classifica finale
| Pos | Squadra     |
| --- | ----------- |
|     | Islanda     |
|     | Lussemburgo |
|     | Cipro       |
| 4   | Scozia      |
| 5   | Fær Øer     |

## Premi individuali
| Premio                 | Nome                 | Squadra     |
| ---------------------- | -------------------- | ----------- |
| MVP                    | Jóna Vigfúsdóttir    | Islanda     |
| Miglior palleggiatrice | Nathalie Braas       | Lussemburgo |
| Miglior opposto        | Andrea Charalambous  | Cipro       |
| Miglior schiacciatrice | Jóna Vigfúsdóttir    | Islanda     |
| Miglior schiacciatrice | Betty Hoffmann       | Lussemburgo |
| Miglior centrale       | Fríða Sigurðardóttir | Islanda     |
| Miglior centrale       | Andri Iordanous      | Cipro       |
| Miglior libero         | Maryse Welsch        | Lussemburgo |